# Acide 2-méthoxybenzoïque
L'acide 2-méthoxybenzoïque, acide orthométhoxybenzoïque, acide 2-anisique ou acide orthoanisique est un composé aromatique de formule brute C8H8O3. Constitué d'un cycle benzénique substitué par un groupe méthoxyle (anisole) et un groupe carboxyle (acide benzoïque), c'est l'un des trois isomères de l'acide méthoxybenzoïque ou acide anisique, l'isomère 1,2- ou « ortho ». Il se présente sous la forme d'une poudre blanche inodore qui fond vers 98 à 100 °C.
Ce composé a été étudié sous l'aspect des liaisons hydrogène intramoléculaires qu'il forme, et comme substrat pour diverses réactions catalytiques.